# San Lucas Evangelista (Jalisco)
San Lucas Evangelista se localiza en el municipio de Tlajomulco de Zúñiga, Jalisco, México. Forma parte de la Ribera de Cajititlan y se encuentra al sur de la misma 
al ser parte de Tlajomulco es base de la industria del molcajete y Metate.

## Ubicación
San Lucas se localiza entre las coordenadas 20.4075,-103.3609 San Lucas limita con San Miguel Cuyutlán al Poniente, San Juan Evangelista al oriente la laguna de Cajititlán al norte y al sur el cerro viejo.

## Clima
Su clima es semiseco con otoño, invierno y primavera secos, y semicálido, sin cambio térmico invernal bien definido. La temperatura media es de 19.7° °C. El régimen de lluvias se registra entre los meses de mayo y octubre

## Infraestructura
Salud

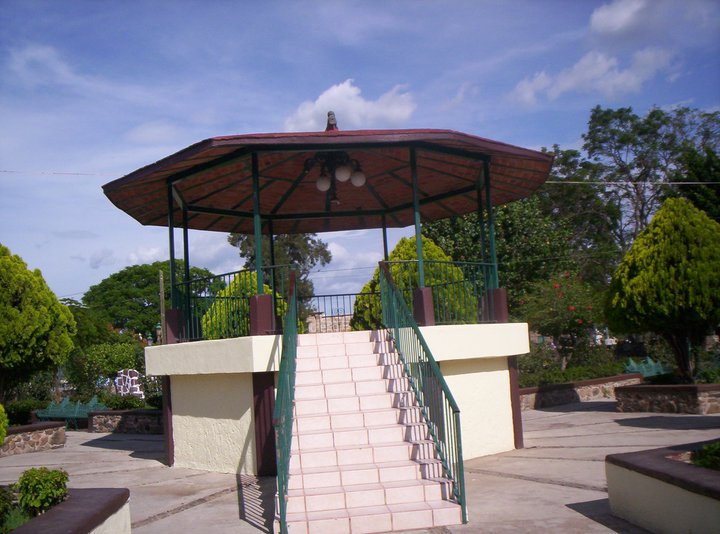
Plaza principal.

Actualmente dispone con institución de salud; y brinda atención a los habitantes,
Deporte
Cuenta con centros deportivos, en los que se practica el deporte predominante: fútbol, pero también voleibol. Además cuenta con plaza y biblioteca.
Principales equipos
Flecha RojaConocidos como la Flecha. La escuadra tiene como sede el Campo Flecha Roja donde disputa sus partidos como local.
San LucasCon sede en la unidad deportiva donde disputa sus partidos como local.

## Demografía
El pueblo tiene 2505 habitantes, de los cuales 1260 son hombres y 1245 son mujeres,(ITER,2010); el 0,75% de la población es indígena.

## Religión

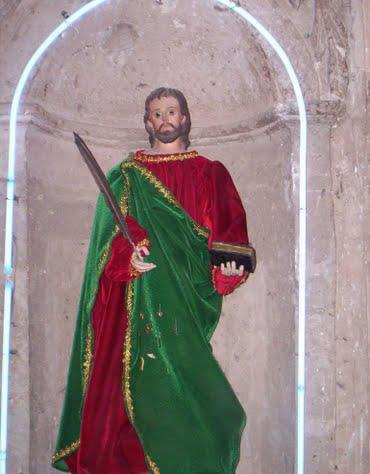
San Lucas Evangelista.

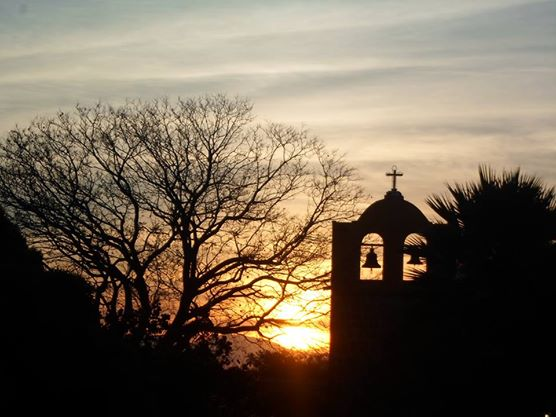
Iglesia al amanecer.

El 94,5% profesa la religión católica; sin embargo, también hay creyentes de los Testigos de Jehová y otras doctrinas. El 0,79% de los habitantes ostentaron no practicar religión alguna.

### Cultura

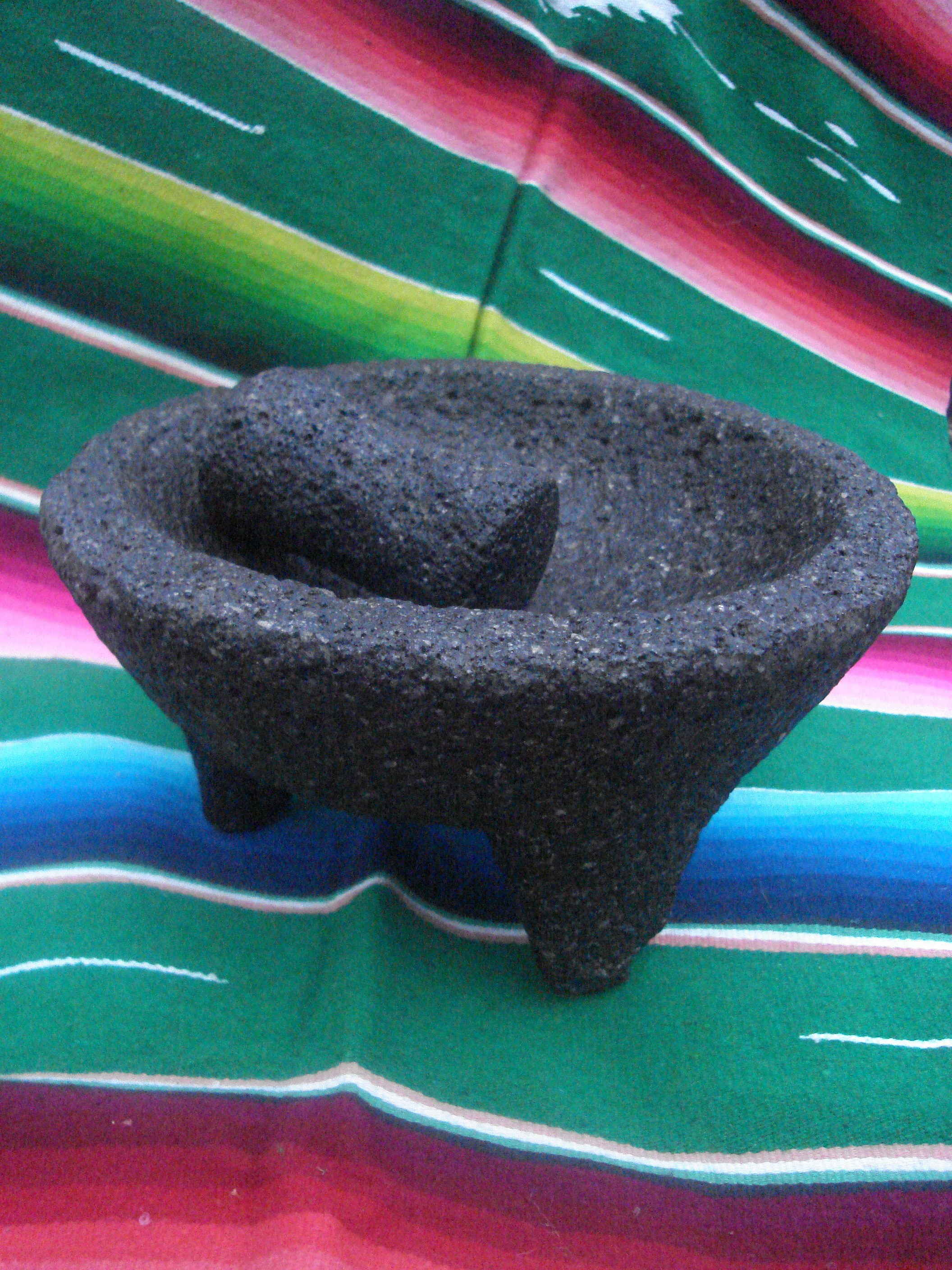
Molcajete probablemente fabricado en San Lucas.

- Artesanías: Destaca la fabricación de  metates, molcajetes, así como figuras y artesanías en piedra basáltica. Actualmente en encuentra el molcajete más grande en la plaza principal del pueblo.

Existen a lo largo y ancho del pueblo talleres donde se produce la artesanía al crear obras a partir de un pedazo de roca, extraída de las minas, lugares 
ubicados en las faldas del cerro viejo. 
- Música:
- Mariachi.
- Grupos Versátil.
- Grupo Norteño.
- Grupo Norteño Banda.

### Sitios de interés
- Parroquia estilo Barroco
- Plaza Principal.
- Laguna de Cajititlán
- Las pilas
- Las Minas de donde se extrae la piedra para la elaboración de la Artesanía  a base de piedra de basalto. de los molcajetes

### Fiestas
- 2 de febrero: fiesta en honor a la Candelaria con el tradicional papaque.
- Semana Santa: Miércoles, jueves, viernes y Sábado Santo.
- Fiestas en honor a Santiago el mayor el día 25 de julio con los tradicionales gallitos
- Fiesta en honor a Cecilia de Roma
- Fiesta patronal en honor a San Lucas Evangelista; del 9 de octubre al 18 de octubre.

## Gobierno
Su forma de gobierno es democrática y depende de Tlajomulco de Zúñiga; se realizan elecciones cada 3 años, en donde se elige al presidente municipal y un cabildo integrado por regidores o ediles, miembros de su propio partido y de los partidos políticos que participaron en la contienda, el porcentaje de miembros es en relación con los votos que cada partido obtuvo en la elección.  Alberto Uribe Camacho, militante del Movimiento Ciudadano, el cual fue elegido durante las elecciones democráticas celebradas el 5 de julio de 2013. Tlajomulco de Zúñiga se divide por una dirección de agencias y delegaciones, San Lucas Evangelista cuenta con su agencia, el actual agente municipal es Enrique Sánchez electo para la administración 2018-2021.
El actual Presidente Municipal es Salvador Zamora Zamora (Guadalajara, 20 de septiembre de 1970) es un político mexicano, militante de Movimiento Ciudadano y actual alcalde de Tlajomulco de Zúñiga  para la administración 2021-2024.